# آدولف تیر
ماری ژوزف لوئی آدولف تیر (به فرانسوی: Marie Joseph Louis Adolphe Thiers) (زاده ۱۵ آوریل ۱۷۹۷ – درگذشتهٔ ۳ سپتامبر ۱۸۷۷) دولت‌مرد و تاریخ‌نگار فرانسوی بود.
او در زمان شاه لوئی فیلیپ در فرانسه نخست‌وزیر بود. پس از سرنگونی امپراتوری دوم فرانسه او مجدداً و با سرکوب کمون پاریس در ۱۸۷۱ به عنوان یک رهبر فرانسوی مطرح شد.
او از ۱۸۷۱ تا ۱۸۷۳ به عنوان صدر دولت (و در واقع رئیس‌جمهور موقت فرانسه) فعالیت کرد و سپس رسماً رئیس‌جمهور موقت شد. بعدها مجلس ملی به او رای عدم اعتماد داد و او بناچار استعفا داد.
پاتریس دو مک ماهون به جای او ابتدا ریاست جمهوری موقت را سرکار گرفت و بالاخره در ۱۸۷۵ و با تصویب مجموعه‌ای از قوانین و تأسیس رسمی جمهوری سوم، «رئیس‌جمهور» کامل شد. مقامی که تیر همیشه آرزوی آن را داشت و هرگز به آن نرسید.